# Canal de València
El canal de València és un canal submarí que recorre l'eix de la mar Catalana, amb una geomorfologia molt marcada. En el seu tram final és anomenat canal de Ramon Llull, però no hi ha acord en quin punt s'esdevé el canvi de nom. Alguns autors proposen canviar el nom un cop creuat el canyó del Foix.
Al canal de València van a desembocar la majoria dels canyons i canals submarins de la mar Catalana, recollint les seves aportacions sedimentàries i conduint-les fins a les zones més profundes de la plana abissal. En la major part del seu recorregut té una orientació cap al nord-est, però un cop travessat el mont de Muntaner, al nord de Menorca i on fa un gran meandre, canvia la direcció progressivament fins a anar cap al sud, ja fora dels límits de la Mar Catalana, passant entre l'illa de Menorca i els doms de la Renaixença Catalana.